# BPM ビート・パー・ミニット
『BPM ビート・パー・ミニット』（120 battements par minute）は、2017年のフランスのドラマ映画。監督・脚本はロバン・カンピヨ、出演はナウエル・ペレス・ビスカヤール、アルノー・ヴァロワ、アデル・エネルなど。1990年代のフランスを舞台に同性愛者とエイズ流行を取り扱っている。カンピヨと共同脚本のフィリップ・マンジョのACT UPでの実体験が基となった物語である。
第70回カンヌ国際映画祭のコンペティション部門でワールド・プレミアが行われ、グランプリを獲得した。第90回アカデミー賞外国語映画賞にフランス代表作として出品された。

## ストーリー
1990年代初頭のパリを舞台にHIV・エイズへの偏見へ立ち向かうグループであるACT UPの活動を描く。

## キャスト
- ショーン: ナウエル・ペレス・ビスカヤール
- ナタン: アルノー・ヴァロワ（フランス語版）
- ソフィー: アデル・エネル
- チボー: アントワーヌ・レナルツ

## 公開

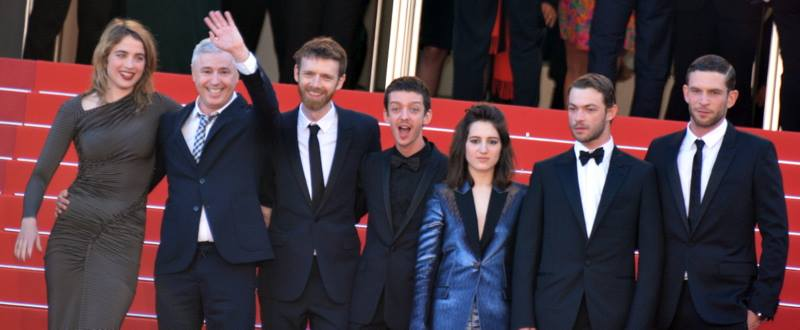
第70回カンヌ国際映画祭でのロバン・カンピヨ監督とキャスト。

ワールド・プレミアは2017年5月20日に第70回カンヌ国際映画祭で行われた。6月24日にはモスクワ国際映画祭、7月にはニュージーランド国際映画祭で上映された。9月には第42回トロント国際映画祭で上映された。
カンヌでオーチャードが米国配給権を獲得した。フランスでは2017年8月23日に封切られた。

## 評価

### 批評家の反応
フランスのレビュー・アグリゲーターであるAlloCinéでは31件の批評で平均点は4.5/5となった。Rotten Tomatoesでは55件のレビューで支持率は98%、平均点は7.6/10となった。Metacriticでは21件のレビューで加重平均値は85/100となった。

### 受賞とノミネート
| 賞                               | 授賞式         | 部門                 | 候補                           | 結果       | 参照          |
| -------------------------------- | -------------- | -------------------- | ------------------------------ | ---------- | ------------- |
| カブール映画祭                   | 2017年6月18日  | 観客賞               | ロバン・カンピヨ               | 受賞       | [ 15 ]        |
| カンヌ国際映画祭                 | 2017年5月28日  | グランプリ           | ロバン・カンピヨ               | 受賞       | [ 16 ]        |
| カンヌ国際映画祭                 | 2017年5月28日  | 国際映画批評家連盟賞 | ロバン・カンピヨ               | 受賞       | [ 17 ]        |
| カンヌ国際映画祭                 | 2017年5月28日  | フランソワ・シャレ賞 | ロバン・カンピヨ               | 受賞       | [ 18 ] [ 19 ] |
| カンヌ国際映画祭                 | 2017年5月28日  | クィア・パルム       | ロバン・カンピヨ               | 受賞       | [ 18 ] [ 19 ] |
| ヨーロッパ映画賞                 | 2017年12月9日  | 作品賞               | ロバン・カンピヨ               | ノミネート | [ 20 ]        |
| ヨーロッパ映画賞                 | 2017年12月9日  | 男優賞               | ナウエル・ペレス・ビスカヤール | ノミネート | [ 20 ]        |
| ヨーロッパ映画賞                 | 2017年12月9日  | 編集賞               | ロバン・カンピヨ               | 受賞       | [ 21 ]        |
| インディペンデント・スピリット賞 | 2018年3月3日   | 国際映画賞           | ロバン・カンピヨ               | ノミネート | [ 22 ]        |
| ラックス賞                       | 2017年11月14日 | 作品賞               | ロバン・カンピヨ               | ノミネート | [ 23 ]        |
| ニューヨーク映画批評家協会       | 2018年1月2日   | 外国語映画賞         | ロバン・カンピヨ               | 受賞       | [ 24 ]        |
| サン・セバスティアン国際映画祭   | 2017年9月      | セバスティアン賞     | ロバン・カンピヨ               | 受賞       | [ 25 ]        |